# تونوپا (آریزونا)
تونوپا (به انگلیسی: Tonopah) یک منطقهٔ مسکونی در ایالات متحده آمریکا است که در شهرستان مریکوپا، آریزونا واقع شده‌است. تونوپا ۳٫۵۴ کیلومتر مربع مساحت و ۱٬۳۸۰ نفر جمعیت دارد و ۴۵۴٫۱۶ متر بالاتر از سطح دریا واقع شده‌است.